# Musica (romanzo)
Musica (音楽?, Ongaku) è un romanzo dello scrittore giapponese Yukio Mishima. Col sottotitolo Un'interpretazione psicoanalitica di un caso di frigidità, è una relazione apocrifa nella quale lo psicologo di Tōkyō dott. Shiomi Kazunori ricapitola il caso particolarmente complesso di una sua cliente.
Nato come un racconto per una rivista femminile, il libro presenta ancora la divisione dovuta a questa finalità. Inoltre il linguaggio è molto più semplice rispetto a quello che lo scrittore utilizza negli altri libri.
Yukio Mishima fu aiutato nella stesura da Shiomi Kazunori, lo stesso psicologo protagonista del racconto.

## Trama
Il dott. Shiomi Kazunori ricapitola in una relazione un caso clinico affrontato di recente.
Tutto inizia quando nel suo studio si presenta una nuova cliente, una bella ragazza di nome Yumigawa Reiko, che sostiene di non riuscire assolutamente a sentire la musica; se ascolta la radio, per esempio, ogni volta che passa un brano musicale per lei cala immediatamente il silenzio. Dalla prima anamnesi risulta che Reiko è ufficialmente fidanzata al paese d'origine con un cugino, che odia perché la ha praticamente violentata, per cui ha una relazione a Tōkyō con il collega Egami Ryūichi.
Il dott. Shiomi accetta la paziente. Prima della successiva seduta settimanale, tuttavia, riceve da Reiko una lettera nella quale la giovane confessa di avergli mentito: la sua affermazione di non riuscire a udire la musica è una metafora per fargli capire che non riesce a raggiungere l'orgasmo durante il rapporto sessuale con Ryūichi. Nel corso della seconda seduta le sue confessioni continuano: la sua precoce iniziazione al mistero del sesso è avvenuta all'età di otto anni, quando vide la zia ricevere in camera d'albergo un uomo, con il quale ebbe un rapporto completo convinta che la nipotina fosse addormentata.
Nei giorni successivi Egami Ryūichi si presenta furibondo nello studio del dott. Shiomi, invitandolo a lasciare in pace Reiko: esibisce una pagina di diario nella quale la giovane racconta di essere stata sedotta dallo psicologo, con il quale ha avuto un rapporto. Shiomi riesce a convincerlo che è una fantasia della paziente, con la quale è naturalmente piuttosto seccato.
Una seconda lettera di Reiko contiene la confessione che l'uomo ricevuto in camera dalla zia era il fratello maggiore della ragazza, il quale fece poi perdere completamente le sue tracce quando il padre dei due giovani scoprì la tresca.
Ryūichi si rifà vivo con il dottore e gli rivela che Reiko è tornata a casa perché Shun, il cugino/fidanzato, si trova in fin di vita. Giungono notizie che la ragazza assiste con devozione l'uomo consumato dalla malattia. Una nuova lettera di Reiko racconta al dottore che è tornata a casa per esaudire l'ultimo desiderio dell'uomo che odiava; al suo capezzale, poco prima della morte, è riuscita finalmente a “sentire la musica”. Il dott. Shiomi si rende conto di desiderare Reiko, anche durante il rapporto sessuale con la sua amante, l'infermiera Akemi.
Reiko torna a Tōkyō, pronta a partire per una vacanza nella penisola di Izu, e invita il dottore a accompagnarla. Lui declina; qualche giorno più tardi riceve una lunga lettera. Reiko racconta del suo incontro all'Hotel Turistico con un giovane solitario di nome Hanai, che lei sospetta voglia suicidarsi. Il ragazzo le ha confermato che il suo dramma è l'impotenza sessuale.
Poco dopo Shiomi comincia a ricevere lettere anonime che insultano lui e la sua professione; una volta escluso che si tratta di elementi di estrema destra contrari alla pratica della psicanalisi, intuisce che si tratta di qualcuno che conosce Reiko. Infatti un giorno si presenta da lui Hanai, il giovane con tendenze suicide, che chiede di entrare in terapia. Gli confessa di essere l'anonimo denigratore e racconta la sua esperienza con Reiko: dopo che si sono conosciuti all'albergo di Izu hanno trovato conforto uno nella disfunzione sessuale dell'altra, entrambi incapaci di un rapporto sessuale soddisfacente. Tuttavia Hanai si è sentito tradito perché una notte in albergo ha provocato con carezze intime l'orgasmo della ragazza: non è dunque frigida.
Dopo qualche tempo Ryūichi contatta il dottore perché Reiko è grave, la accompagna in studio. La ragazza, psicologicamente prostrata, racconta che è tornata da Ryūichi dopo che Hanai è guarito, almeno con lei, dalla sua impotenza; lei non lo considera più “puro”. Il dott. Shiomi tuttavia riesce a farle confessare di avergli mentito, è stato in realtà Hanai a allontanarsi perché lei ha cominciato a “sentire la musica”. Il problema della giovane ha radici più profonde.
Finalmente ci si avvicina alla verità. Reiko ha iniziato la terapia perché, prima ancora di conoscere Ryūichi, incontrò casualmente il fratello ( di Reiko ) che la portò a casa. Egli viveva con una donna di strada, i tre si ubriacarono; la donna non credette che si trattasse di sua sorella e li incitò a fare l'amore davanti a lei. Così Reiko ebbe un rapporto con il fratello, e da quel momento in poi non riuscì più ad avere un orgasmo con un altro uomo.
Shiomi sostiene che la ragazza deve essere messa a confronto con il fratello perché la terapia possa riuscire. Lei non sa dove viva il fratello, però un giorno riesce a riconoscerlo in televisione tra i teppisti durante una sommossa di piazza. Il dottore, la sua assistente Akemi, Ryūichi e Reiko si recano nella zona malfamata di Tōkyō dove vivrebbe il ragazzo e riescono a rintracciarlo. Quando Reiko scopre che ha avuto un figlio da una prostituta, le sue turbe sembrano dissolversi. Shiomi capisce che alla base dei suoi problemi era la volontà inconscia di dare un figlio al fratello, e adesso si sente libera.
Qualche tempo dopo, il dott. Shiomi riceve un telegramma da Ryūichi: “La musica si sente. La musica non smette mai.”

## Personaggi
- Kazunori (汐見和順?) psicologo di Tōkyō, ha aperto uno studio a Hibiya pochi mesi prima di ricevere la visita che dà origine al racconto.
- Yumigawa Reiko (弓川麗子?), 25 anni, impiegata d'azienda.
- Egami Ryūichi (江上隆一?) collega di lavoro di Yumigawa Reiko e suo amante.
- Akemi Yamauchi (山内明美?) assistente infermiera e amante del dott. Shiomi.
- Fratello di Reiko
- Shun (俊ち?) il cugino fidanzato di Reiko.
- Hanai (花井?) giovane che Reiko incontra in un albergo di Izu.

## Critica
Mishima rinuncia allo stile ricercato e colto che lo caratterizza per adattarsi alle esigenze di una rivista rivolta al pubblico femminile, ma ciò non gli impedisce di portare il lettore in un mondo oscuro. Dominata da un mondo a misura d'uomo, la protagonista Reiko porta con sé l'atavica memoria della femminilità frustrata, ed erge barriere mentali per isolare una realtà che deve restare oscura all'altro lato del sesso, tanto che perfino Mishima non è capace di penetrarla fino in fondo. Ne scaturisce un racconto che mette in discussione non soltanto la presunta normalità sessuale, ma una vasta gamma di valori e di certezze come la famiglia borghese, l'efficacia della psicoanalisi, la purezza dell'amore.
Da notare il fatto che a interpretare la musica come metafora dell'orgasmo non è l'indagine medica, bensì la confessione diretta della paziente. Lo psicologo, con incredibile miopia, si limita a dare per scontato che l'orgasmo che Reiko non riesce ad avere sia quello che "comunemente" provano tutte le donne, i cui sintomi sono descritti nei manuali di medicina e psicoanalisi. Se il dottor Shiomi avesse fiducia in Reiko, nella sua intelligenza, nella sua capacità di giudicare se stessa, al di là di ciò che si può trovare scritto nelle "istruzioni per l'uso" della sessualità femminile, forse eviterebbe clamorosi errori di giudizio e inversioni di marcia che caratterizzano il tentativo di risoluzione dei problemi della paziente. Perché dunque il pudore di Reiko nel definire l'orgasmo con una metafora? Perché come scrive Ryūichi nel telegramma che chiude la narrazione, "la musica che si sente" è qualcosa che va oltre l'orgasmo in sé. Quasi che, in un ribaltamento delle parti, il termine "orgasmo" sia divenuto la metafora di qualcosa ancora più potente, paragonabile solo ad una "musica" udibile se si è in perfetta armonia in due.

## Trasposizione cinematografica
Nel 1972 il regista giapponese Yasuzō Masumura diresse un adattamento cinematografico.

## Edizioni italiane
- Musica, traduzione di Emanuele Ciccarella, Collana I Narratori, Milano, Feltrinelli, febbraio 1993,  p. 208, ISBN 978-88-070-1448-2. - Collana UEF n.1272, Milano, Feltrinelli, marzo 1994, ISBN 88-07-81272-X.